# Pite älv

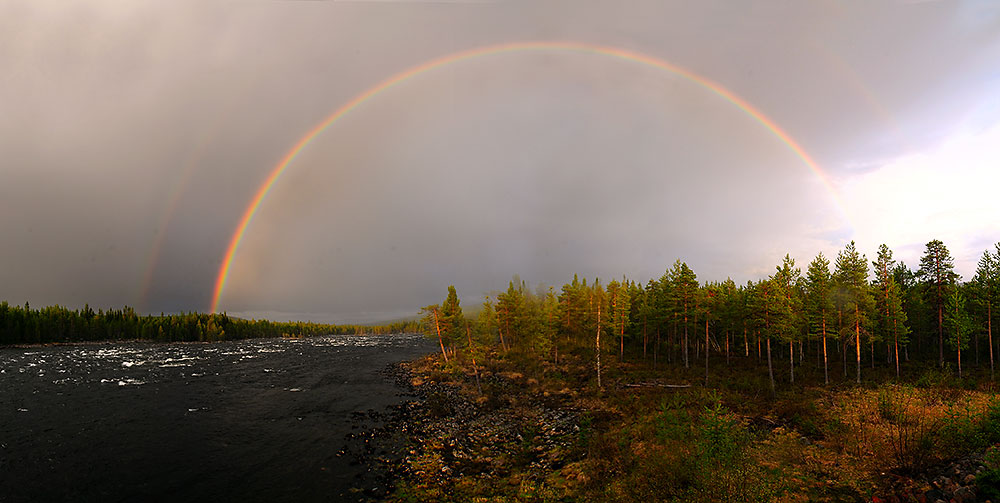
Ljusselforsen sedd från E45:ans nya bro, kl 23:00.

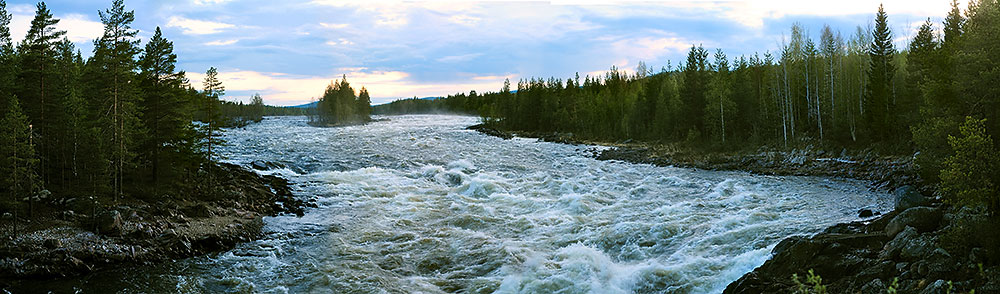
Benbryteforsen kl 24:00 den 22 maj 2009.

Pite älv eller Piteälven (umesamiska Byöhđameiednuo, pitesamiska Bidumiedno, lulesamiska Bihtámädno) är en av Sveriges nationalälvar, en av de fyra stora oreglerade (förutom vid Sikfors, cirka 30 km norr om Piteå) norrlandsälvarna, cirka 410 km lång. Avrinningsområde 11 285 km². Pite älv rinner upp nära norska gränsen i Sulitelmamassivet, flyter åt sydost och mynnar i Bottenviken vid Pitsund 1 mil söder om Piteå. Största fors och vattenfall samt Norrbottens största turistmål, med c:a 180.000 besökare per år, är Storforsen cirka fyra mil nordväst om Älvsbyn. Under 1990-talet bedrevs forsränning i flera av forsarna, senast i Ljusselforsen där Europaväg 45 korsar älven och den gamla Burmabron finns bevarad.

## Viktigare biflöden i ordning nedströms
- Abmoälven  (en av få älvar som rinner från söder mot norr, med början strax norr om Moskosel
- Varjisån
- Vistån
- Lillpiteälven

## Forsar och vattenfall räknat nedströms
- Apmofallet
- Kransforsen
- Forsnäsforsen
- Hällforsen
- Måns-Ollforsen
- Stationsfallet
- Trollforsen / (forsarna) är ett forsmassiv med forsar och mindre vattenfall runt om och i närheten av Trollholmen, med två hängbroar.
- Björnideforsen
- Brisbergsfallet
- Hundforsen (Piteälvsbron) - Här korsar Inlandsbanan älven på en av Sveriges få kvarvarande kombibroar som trafikeras av både bil och tåg på samma bana.
- Ljusselforsen - E45, Burmavägen, går över forsen, där den gamla bågbron "Burmabron" finns kvarlämnad som minnesmärke.
- Krokugforsen
- Benbryteforsen
- Törnforsen
- Räkneforsen
- Åkerselforsen
- Hällforsen
- Brudforsen (ligger cirka en kilometer norr om Storforsen)
- Döda fallet utmed Storforsen i Pitälven. Lätt att förväxla med det mer berömda Döda fallet i Indalsälven, som före detta kallades Storforsen, skapat av Vildhussen.
- Storforsen - Europas största oreglerade vattenfall med 82 meter total fallhöjd och genomsnittligt flöde 250 kubikmeter vatten i sekunden.
- Banforsen
- Trångforsen
- Fällforsen
- Grenforsen

## Lapplands kraftverk
Under sommaren 2011 kom ett planerat projekt upp från det norska bolaget Muskensenter och dess dotterbolag Laponia Center i Sverige. Projektet gick ut på att leda över vatten från älvens källsjö, Pieskehaure, till ett vattenkraftverk i Norge, som skulle kallas Lapplands kraftverk. Huvudmannen i Muskensenter är Simon Andersen. Eftersom ett kraftverk finns i älven, Sikfors, så är sjön idag måttligt reglerad med en amplitud på cirka 1,75 meter. Huvudargumenten var att sjön redan var reglerad (Den tänkta amplituden skulle vara runt 5 meter), att det skulle stärka samarbetet mellan Norge och Sverige, och att produktionen skulle bli mycket stor, jämförbar med Harsprånget i Lule älv, mest på grund av att en fallhöjd på 500 meter inom en kort sträcka finns på norska sidan. Företaget påstod även att man hade samernas fulla stöd. 

Idén möttes av en storm av protester från den svenska sidan, som bland annat inkluderade föreningen Älvräddarna. Dåvarande landshövding Per-Ola Eriksson fördömde projektet och sa att det aldrig skulle få tillstånd i Sverige. Mängder av protestbrev skickades in till regeringen. Projektet har hittills inte fått tillstånd av någon part. De direkta konsekvenserna skulle vara att Pite älvs vattenföring minskar, och att stränderna runt Pieskehaure skadas av den förhöjda regleringen.

### Upplösning
Senare klarades det upp att Muskensenter bluffat om samernas stöd, och företagets årsbokföring har inte visat några inkomster, däremot utgifter. Företaget hade lockat folk att investera i projektet, men om de inte fick tillstånd så skulle de investerade pengarna vara förlorade.